# Безсмертя (серіал)
Безсмерття (кит. 皓衣行, піньїнь: Hàoyī Xíng, акад. Хаої Сін) — це майбутній китайський телесеріал, заснований на романі у жанрах BL і сянься «Хаскі та його білий кіт Шицзунь» (кит. трад. 二哈和他的白貓師尊, спр. 二哈和他的白猫师尊, піньїнь: Èr Hā Hé Tā De Bái Māo Shī Zūn, акад. Ер Ха Хе Та Бай Мао Ши Цзунь) від Meatbun Doesn't Eat Meat (укр. М'ясний пиріжок не їсть м'ясо, кит. 肉包不吃肉, піньїнь: Ròubāo Bùchī Ròu, акад. Жоубао Бучи Жоу), з Ло Юньсі та Чень Фейю в головних ролях. Очікується, що серіал буде транслюватися на Tencent Video з 50 епізодами.

## Сюжет
Історія розгортається в бурхливу епоху, коли світ стикається з можливим вторгненням світу демонів через розлом у небесах. Наймогутніший у світі культиватор Чу Ваньнін (Ло Юньсі) не забув про свій початковий намір приєднатися до світу, щоб допомогти людям, і вирушає на місію захисту. Він використовує свої здібності, щоб запобігти розколу небес, і в той же час його співчуття та любов змушують його тяжкого учня Мо Жаня (Чень Фейю) повернутися на праведний шлях, з якого він зійшов. Чу Ваньнін також успішно передає Мо Жаню цінність вищих благ над особистими бажаннями. Зрештою, пара вчителя та учня присвячує своє життя та працює разом щоб зупинити змову лиходіїв і захистити світ.

## Акторський склад

### Головні ролі
| Актор                                         | Персонаж            | Опис персонажа |
| --------------------------------------------- | ------------------- | --- |
| Ло Юньсі Хуан Ї (підліток) Лінь Цзиє (дитина) | Чу Ваньнін (楚晚宁) | Також відомий як Юйхен з нічного неба (晚夜玉衡) та Безсмертний Бейдоу (北斗仙尊), він є гросмейстером світу вдосконалення, який приховує свою турботливу та чуйну натуру за холодною зовнішністю. Він присвячує свій час невдячній справі закладення щілин у бар'єрі між царством привидів і царством смертних і часто витрачає свій вільний час на створення доступних механічних пристроїв, таких як Охоронці Святої ночі, щоб звичайні люди могли захистити себе від привидів. Чу Ваньнін бере на себе обов'язок захищати людей і позбавляти світ від зла, навіть якщо для цього потрібно пожертвувати собою.                                                                     |
| Чень Фейю Ще не оголошено (молодий)           | Мо Жань (墨燃)      | Друге ім'я: Мо Вейюй (墨微雨) Мо Жань — третій учень Чу Ванінга, впевнений, пустотливий і зухвалий самовдосконалювач, який не є найрозумнішим учнем у секті. Імператор світу культивування Мо Вейюй обдурив старійшин, вбив найсильніших предків, а також скоїв усі злочини та гріхи, які тільки відомі людству. Покінчивши з життям у віці 32 років, він прокидається у своєму 16-річному тілі відродженим і трансмігрував у рік, коли тільки-но став учнем. У тілі молодого хлопця містилася стара і втомлена душа. Після повернення до життя правда за правдою, які були приховані під поверхнею в попередньому житті, спливали на вершину і проривалися крізь воду одна за одною. |

### Другорядні ролі

#### Вершина життя і смерті
| Актор      | Персонаж             | Опис персонажа |
| ---------- | -------------------- | --- |
| Чень Яо    | Ші Мей (师昧)        | Друге ім'я: Ши Мінцзін (师明净) Ші Мей представляє з себе добросердечну, ввічливу та розважливу людину, яка уникає конфліктів. Він не тримає образ і часто є посередником для Мо Жаня та Сює Мена, коли вони сперечаються. Однак насправді він зберігає смертельну таємницю, і врешті-решт повинен вибрати між помстою та життям.                       |
| Чжоу Ці    | Сюе Мен (薛蒙)       | Друге ім'я: Сюе Цзимін (薛子明) Самозакоханий молодий майстер Вершини Життя і Смерті, який насправді дуже відповідальний і добрий серцем. Він глибоко поважає свого вчителя Чу Ванінга і дуже любить своїх батьків: Сюе Чжен'юн і мадам Ван. Незважаючи на безтурботне дитинство, він змушений швидко подорослішати, коли на його секту приходить лихо. |
| Це Кван Хо | Сюе Чжен'юн (薛正雍) | Майстер Вершини Життя і Смерті Добродушний культиватор, який заснував Вершину Життя і Смерті, щоб захистити нижчий світ культивації від царства привидів. Він переконує Чу Ваньніна приєднатися до секти після того, як останній залишає секту Жуфен через декілька огидних інцидентів.                                                                 |
| Ван Янь    | Ван Чуцін (王初晴)   | Володарка Вершини Життя і Смерті Колишня старша учениця секти, яка втратила здатність до самовдосконалення в молодості. Вона одружена з Сюе Чжен'юном. |

#### Секта Жуфен
| Актор       | Персонаж                                   | Опис персонажа |
| ----------- | ------------------------------------------ | --- |
| Хе Чжунхуа  | Наньґун Лю (南宫柳)                        | На перший погляд вінє джентльменом, але насправді він лицемірний і безжальний лідер, що пожуртвує будь-ким заради власної вигоди. Він тримає в собі глибоку образу на Чу Ваньніна. |
| Цуй Пен     | Наньґун Сюй (南宫絮) Сюй Шуанлінь (徐霜林) | Талановитий культиватор, якого зрадив старший брат Наньґун Лю, після чого він був вигнаний із секти Жуфен. Пізніше він повернувся заради помсти.                                   |
| Хуан Хайбін | Наньґун Чан'їн (南宫长英)                  | Засновник секти Жуфен |

## Виробництво серіалу

### Препродакшн і зйомка

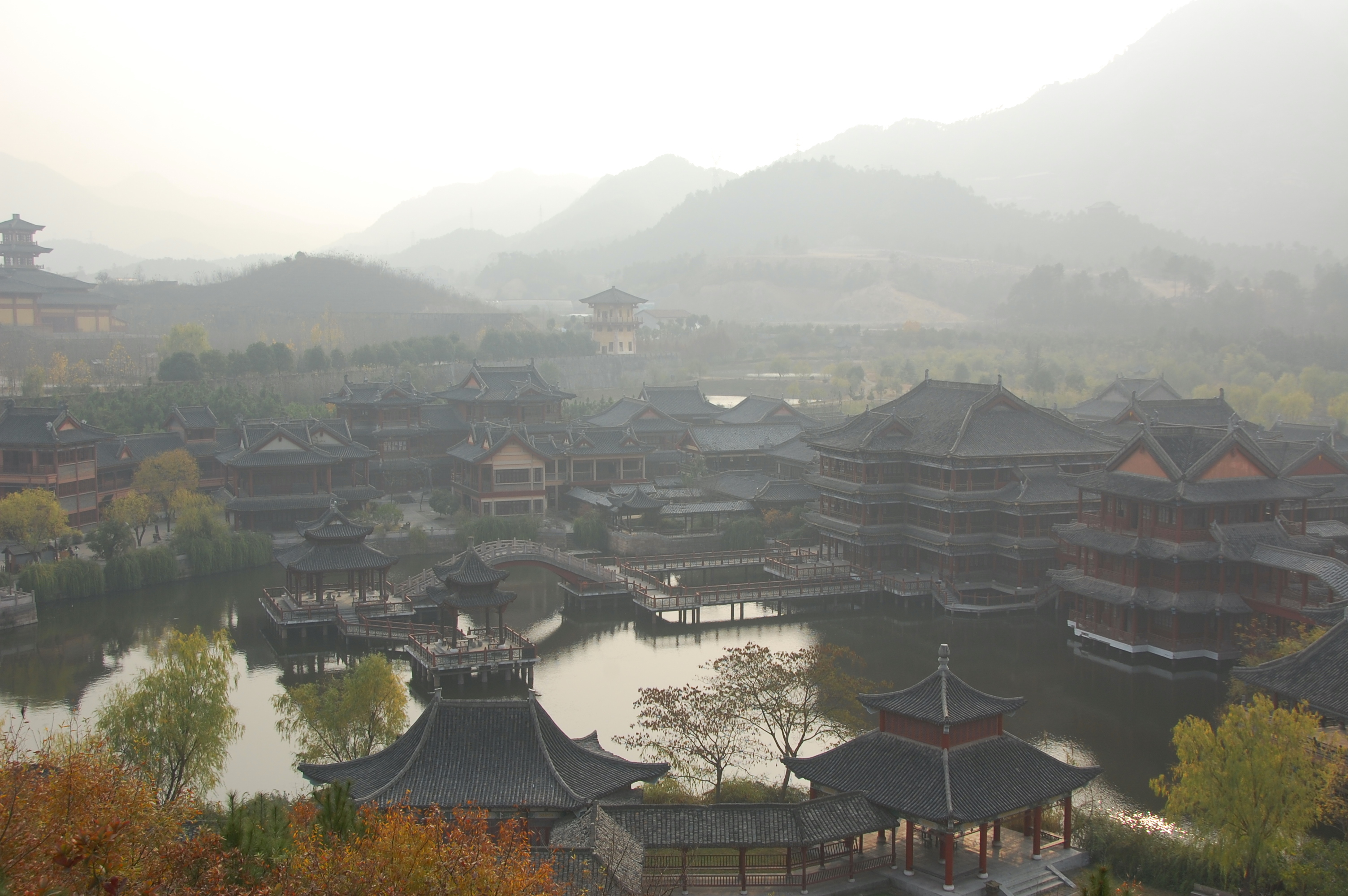
Hengdian World Studios, головний знімальний майданчик серіалу

6 січня 2020 року CD HOME STUDIO опублікувала запрошення на кастинг для серіалу разом із інформацією про знімальну команду. Серіал створений спільно Tencent Penguin Pictures і Otters Studio. Режисером серіалу є Хе Шупей, а головними продюсерами вважаються Ці Шуай, Є Фанцан і Ван Їжун. 8 січня стало відомо, що драма була зареєстрована в Державному управлінні кінорадіо та телебачення (Китай).

### Кастинг
21 січня 2020 року Ло Юньсі та Чень Фейю були вибрані на головні ролі.

### Концепція та дизайн
Над фентезійною романтичною драмою "Попіл кохання" 2018 року працювала більшість членів знімальної групи, зокрема команда художників-постановників Хуа Тянь, команда візуальних ефектів TimeAxis, режисер зачісок та гриму Зенг Мінхуї та фотограф Лі Руою. Чен Сінь є арт-директором серіалу, а Хуан Вей відповідає за дизайн костюмів. 21 січня 2020 року концепт-арти, розроблені Хуа Тянь, були опубліковані на офіційній сторінці серіалу в соціальній мережі Weibo.

## Виноски
1. ↑  англ. BL розшифровується як Boy's Love, що перекладається як хлопчаче кохання.